# Jaume Lluís Sobieski
Jaume Lluís Sobieski (en polonès Jakub Ludwik Henryk Sobieski) (París 1667 - Zhovkva (Ucraïna) 1737). Príncep hereu de Polònia durant el regnat del seu pare, el rei Joan III Sobieski.
Nascut a París el dia 2 de novembre de 1667 essent fill del rei Joan III Sobieski i de l'aristòcrata francesa Maria Casimira Lluïsa de la Grange d'Arquien. Els Sobieski eren una família pertanyent a l'alta aristocràcia polonesa vinculada a la terra i amb importants possessions agràries a l'est de Polònia.
El dia 25 de març de 1691 contragué matrimoni amb la comtessa Hedwig Elisabet del Palatinat-Neuburg, filla de l'elector Felip Guillem I, elector palatí i de la landgravina Elisabet Amàlia de Hessen-Darmstadt. La parella va tenir cinc fills:
- SAR la princesa Maria Leopoldina Sobieski, nada a Varsòvia el 1693 i morta el 1695.
- SAR la princesa Maria Casimira Sobieski, nada a Varsòvia el 1695 i morta el 1723. Prengué ordes religiosos.
- SAR la princesa Maria Carlota Sobieski, nada a Varsòvia el 1697 i morta el 1740 a Versalles. Es casà amb Charles Godefroid de la Tour d'Auvergne, Duc de Bouillon
- SAR la princesa Maria Clementina Sobieski, nada a Varsòvia el 1702 i morta el 1735 a Roma. Es casà amb el príncep Jaume Francesc Estuart.
- SAR la princesa Maria Magdalena, nada a Varsòvia el 1704 i morta pocs dies després.

Des de ben jove ja participà amb el seu pare en diferents enfrontaments militars. Així, col·laborà militarment parlant amb el seu pare en les lluites contra els turcs a Viena el 1683. Per aquests serveis rebé el Toisó d'Or.
A la mort de Joan III aparegueren més de divuit candidats al tron polonès. L'absència d'una designació prèvia del príncep Jaume Lluís com a hereu al tron de Polònia dificultà enormement l'elecció.
Els principals candidats al tron polonès eren: en primer lloc, el mateix Jaume Lluís que tenia el suport d'Àustria i de gran part de la noblesa polonesa; en segon lloc, l'elector Maximilià II Manuel de Baviera casat amb la princesa Teresa Conegunda Sobieski i que tenia el suport de la reina mare; en tercer lloc, el príncep Francesc Lluís de Borbó-Conti que tenia el suport del rei Lluís XIV de França; i, finalment, l'elector Frederic August I de Saxònia.
L'elecció del Sjem polonès recaigué en l'elector de Saxònia que seria coronat amb el nom d'August II de Polònia el dia 1 de setembre de 1697. La decisió d'escollir un elector alemany sorprengué en un país com Polònia que sempre havia intentat evitar la influència dels alemanys en els seus afers interns.
L'elecció de Frederic August provocà l'aixecament armat de diverses faccions poloneses entre les quals hom hi podia trobar la liderada per Jaume Lluís. Sobieski i els seus aliats s'enfrontaren a les tropes saxones essent derrotats i posteriorment empresonats. Jaume Lluís i el seu germà Alexandre Sobieski estigueren durant més de dos anys a la presó.
A la sortida de la presó, la família Sobieski es retirà de la vida pública a les seves enormes possessions a l'est del país. Així, Jaume Lluís morí el dia 19 de desembre de 1737. A la seva mort, la seva fortuna personal era considerada una de les més importants de l'Europa del moment.